# Joseph Sonnleithner
Pour les articles homonymes, voir Sonnleithner.
Joseph Ferdinand Sonnleithner (ou von Sonnleithner), né à Vienne le 3 mars 1766 et mort le 26 décembre 1835 dans la même ville, est un librettiste, directeur de théâtre, archiviste et juriste autrichien. Il était le fils de Christoph Sonnleithner, frère de Ignaz Sonnleithner et oncle de Franz Grillparzer et Leopold von Sonnleithner. Il était ami et avocat de Ludwig van Beethoven et écrivit plusieurs livrets d'opéra, notamment ceux de Fidelio pour Beethoven, de Faniska pour Luigi Cherubini et d'Agnes Sorel pour Adalbert Gyrowetz. Il fut l'un des cofondateurs du Bureau des Arts et d'Industrie de Vienne qui publia de nombreuses œuvres de Beethoven.